# Longino Soto Pacheco
Longino Soto Pacheco (San José, 12 de octubre de 1923 - 13 de octubre de 2010) fue un cirujano cardiovascular de Costa Rica y diputado entre 1970 y 1974.

## Biografía
Nació en San José, el 12 de octubre de 1923. Fue director de la primera cirugía de trasplante de corazón realizada en América Central. Bajo la presidencia de la Federación Costarricense de Fútbol se gesta la primera participación de Costa Rica en un mundial, además de ser presidente del club de fútbol Liga Deportiva Alajuelense. 
Fue nieto de José María Soto Alfaro, médico cirujano y político costarricense, y sobrino-nieto del presidente Bernardo Soto Alfaro. También fue sobrino-nieto de Leonidas Pacheco Cabezas por parte de madre.
Estudió la educación primaria en la Escuela Modelo Anexa al Liceo de Costa Rica y obtuvo el título de bachiller en el Liceo de Costa Rica.
Su madre Doña Carmen Pacheco Tinoco, lo apoyó, lo estimuló y logró embarcarlo desde el viejo aeropuerto de la Sabana hacia la Ciudad de México, con una beca mensual de 25 dólares, para estudiar Medicina en la Universidad Autónoma de México. Estudió y trabajó con ahínco sirviendo en la Cruz Roja Mexicana durante sus años de estudiante; luego hizo su servicio rural, se graduó en 1947 y regresó a Costa Rica. Volvió a salir para su entrenamiento quirúrgico en el St. Mary Hospital de Nueva York; donde trabajó bajo la tutela del Dr. Max Chamberlain, de quien aprendió no solo cirugía torácica, sino su gusto por la aviación.
A su regreso empieza su labor en la Caja Costarricense de Seguro Social, primero al Hospital Central y luego al Hospital San Juan de Dios labor que mantendrá por más de 60 años, donde combinará su labor como cirujano con otras facetas políticas, deportivas y de labores independientes.
Desde su incorporación a la medicina de Costa Rica, llega con la ilusión de poder llegar a realizar trasplantes, en los años sesenta empieza las prácticas con un equipo de médicos en un galerón que pertenecía a la Caja y para esto utiliza perros callejeros.
En 1969 se traslada al recién inaugurado Hospital México y abre el primer servicio formal de Cirugía de Tórax y Cardiovascular en Costa Rica. Allí se rodeó de un grupo de profesionales que le ayudaron a crear un centro especializado en el tratamiento de la patología cardiotorácica, ascendiendo en complejidad hasta llegar al año 1991, en que bajo su dirección se realiza el primer trasplante cardiaco en Centroamérica y el Caribe.El equipo principal de cirujanos de dicha operación estuvo formado por Fernando Zamora Rojas, Juan José Pucci Coronado, Edgar Méndez Jiménez, y Asdrúbal Cortés.
Se le considera una de las figuras más importantes de la medicina costarricense del siglo XX, junto a personalidades como Ricardo Moreno Cañas y Carlos Sáenz Herrera. 
Tuvo también una participación importante en política, por lo general en agrupaciones de tendencia derechista. fue diputado a la Asamblea Legislativa por el Partido Unificación Nacional y precandidato presidencial para las elecciones de 1974. Participaría luego como fundador del Partido Unión Popular, el cual finalmente se fusionaría en el Partido Unidad Social Cristiana. Posteriormente se adheriría al Movimiento Libertario. En sus últimos años militó en las filas del Partido Liberación Nacional y en varias oportunidades se mencionó su nombre para una posible candidatura a vicepresidente, pero esa posibilidad no se concretó.

## Fallecimiento
Falleció el 13 de octubre de 2010 a los 87 años de edad, en el Hospital Clínica Católica de San José.
| Precedido por: Fernando Trejos Escalante 1966-1970 | Diputado de la Asamblea Legislativa de Costa Rica (11º puesto por San José) 1970-1974 | Sucedido por: Rafael Calderón Fournier 1974-1978 |